# Цринча (Смолянська область)
Цри́нча (болг. Црънча) — село в Смолянській області Болгарії. Входить до складу общини Доспат.

## Населення
За даними перепису населення 2011 року у селі проживали 633 особи.
Національний склад населення села:
| Національність   | Кількість осіб | Відсоток |
| ---------------- | -------------- | -------- |
| болгари          | 557            | 98,6%    |
| не визначились   | 5              | 0,9%     |
| Всього відповіли | 565            |          |

Розподіл населення за віком у 2011 році:
Динаміка населення: